# Àngel del Pas
Àngel del Pas (Perpinyà, novembre de 1540 - Roma, 23 d'agost de 1596) fou un frare franciscà, autor ascètic i teològic. És considerat venerable per l'Església catòlica, però el seu culte caigué en l'oblit.

## Joventut
Carles del Pas i Pincard nasqué a Perpinyà, fill de Joan del Pas, senyor de Sant Marçal, i d'Anna Pincard, i fou batejat a l'església de Sant Joan el Vell, rebent-hi el nom de Carles.
Aviat manifestà la seva voluntat de seguir la carrera eclesiàstica i començà els estudis. Només amb tretze anys, rebé un benefici de la Catedral d'Elna, on un oncle seu, Miquel Pincard, havia estat canonge. Als quinze acabà brillantment els seus estudis.
Molt devot, era de caràcter greu i dolç, i dedicava molt de temps a la pregària. Volgué entrar a l'Orde de Frares Menors, en la seva branca reformada, i ho demanà al convent de Sant Francesc de Perpinyà, on ingressà de novici. El seu pare, que volia que seguís una altra carrera en l'Església, el feu sortir i l'envià a Elna amb el seu oncle; Carles, però, en fugí i tornà al convent de Perpinyà, on demanà de prendre l'hàbit immediatament per evitar que tornessin a cercar-lo. Els superiors l'admeteren novament i l'enviaren al convent de Barcelona, on prosseguí la seva formació.
En poc temps es convertí en un exemple de seguiment de la disciplina i en un model de virtut, a més d'intel·ligent. Fou enviat llavors a estudiar teologia a la universitat d'Alcalá de Henares; s'hi doctorà als tres anys i tornà a Catalunya quan tenia 25 anys. Anà al convent franciscà de Figueres i hi començà a predicar. Com a predicador es caracteritzà per una gran unció en l'exercici i una gran solidesa d'arguments, combinada amb una forma simple i entenedora, la qual cosa va fer que tingués gran èxit a la trona.

## Viatges
Diu la tradició que una tarda, després de predicar sobre l'Assumpció de Maria, fou sorprès de camí per una gran pluja; les sandàlies li quedaren enganxades a un toll de fang i el frare, freturós d'arribar al convent per pregar, continuà caminant sense elles. Llavors prengué la determinació de no tornar a dur calçat, llevat de casos extraordinaris, imitant així Crist. Des de llavors, tots els viatges i missions que va fer per Catalunya, França i Itàlia els feu a peu nu.
En 1565 l'orde l'encarregà de la càtedra de teologia dels estudis de Vic i un any després fou nomenat professor d'arts al convent de Tolosa, on fou dos anys, alhora que continuava la predicació popular. La predicació li donà fama de santedat i el poble el tenia per sant en vida, la qual cosa li provocava basarda a ell mateix, com una manca d'humilitat, i demanà que l'enviessin a un altre convent on ningú no el conegués. Els superiors, conscients de la seva vàlua, l'autoritzaren a predicar on volgués i Àngel del Pas començà a predicar i evangelitzar per tot Catalunya.
En 1572 fou elegit guardià del convent de Tortosa i, malgrat la seva fama, s'ocupà dels treballs més humils per donar exemple als altres. En 1573 fou nomenat definidor pel capítol provincial i, poc després, guardià del convent de Perpinyà, i predicà a la catedral de la seva ciutat. Va contribuir a la consolidació de la reforma de l'Orde de Sant Francesc a Catalunya i demanà al superior general la creació d'una custòdia amb els convents reformats de la província (Tortosa, Figueres, Horta de Sant Joan, Vilafranca de Conflent, Illa), que es constituí en 1576, essent ell elegit com a superior. Al capítol provincial de Barcelona de 1579, la nova custòdia fou aprovada i rebé el nom de Custòdia del Santíssim Nom de Jesús dels Reformats de Catalunya, afegint-s'hi el convent de Lleida.
Fou al capítol general de París de 1580 i, en tornar, continuà expandint la reforma, incorporant-hi el convent d'Escornalbou. Àngel del Pas demanà al papa Gregori XIII que els reformats recol·lectes se separessin dels franciscans observants i quedessin sota la jurisdicció directa del general de l'orde. El papa ho concedií, però el nunci apostòlic a Catalunya suspengué el decret; Àngel anà llavors a Roma per exposar-li el cas directament al Papa. Gregori XIII, amb una butlla, concedí la separació, formant una nova província amb els convents reformats de Catalunya, València i Aragó, en febrer de 1581. Les pressions de l'orde franciscà i del rei Felip II d'Espanya feren que el papa revoqués la constitució de la província separada.
El superior general envià el frare perpinyanès a Gènova. Hi fou dos anys, en els quals la seva predicació tingué gran èxit, i on se li atribuïren guariments i altres miracles com la resurrecció d'un nen; comença a ésser conegut com a el Sant, i, com ja havia passat, volgué deixar la ciutat i tornar a Catalunya, però una visió li va fer reconsiderar la seva decisió. Anà a Sicília i predicà a Palerm, desvetllant-hi l'entusiasme. Es retirà a Messina per pregar i dedicar-se a escriure obres ascètiques.
En 1585, el nou papa Sixt V, que l'havia conegut, el cridà a Roma i Àngel li dedicà i lliurà la seva obra De symbolis Apostolorum, que fou molt lloada. El papa, llavors, li demanà que deixés els seus projectes de reforma i es dediqués a escriure, encarregant-li una obra exegètica sobre els Evangelis. A Tívoli escrigué durant l'any següent els 28 llibres sobre l'Evangeli segons Mateu i un tractat sobre l'amor diví.
S'establí a San Pietro in Montorio i hi visqué la resta de la seva vida, dedicat a la pregària i l'estudi. Com a favor especial, el papa el deslliurà de l'obediència als prelats de l'orde i només tenia la jurisdicció d'un cardenal protector i del mateix papa; sembla que li oferí de nomenar-lo cardenal, però que el frare no volgué acceptar-ho per humilitat.
El 14 d'agost de 1596 emmalaltí i morí el 23 del mateix mes, en llaor de santedat. Fou sebollit a l'església de San Pietro in Montorio i als funerals anà una multitud.

## Obra escrita
De la seva obra, es publicaren en vida seva les següents:
- Comentario sobre la regla de San Francisco (Barcelona: Pere Malo, 1579), en castellà.
- De los fundamentos del buen espíritu y de toda perfección espiritual (1582), publicat a Gènova en 1583. De vegades se cita com Avisos sobre la vida espiritual.
- De restituenda disciplina vetusta religionis Sancti Francisci (Gènova, 1583), o De reformatione.
- Enchiridion divinae scholasticaeque theologiae, distributum in duas partes: speculativam et praeticam (Gènova, 1584).
- Enchiridii expositio, que explica l'obra anterior.
- Expositio symboli Apostolorum (1585) (Roma: Imp. Vaticana, 1595).
- Breve trattato della preparazion del Santissimo Sagramento dell'altare (1586) (Roma, 1595).
- De cultu sanctorum et oratione ad eosdem, eorumdemque pro nobis intercession, et de reliquiarum reverentia.
- De confidentia hominis in Deum libri III

Ja mort, veieren la llum:
- De la cena eucharistica.
- De la oración jaculatoria (1599)
- De Christi amore quo pro nobis pati dignatus est
- Commentaria in S. Matthaeum libri XXVIII
- Commentaria in S. Marcum libri XVI
- Commentaria in S. Lucam libri XXV
- Commentaria in S. Ioannem libri III (només sobre els tres primers llibres); els quatre comentaris es publicaren entre 1623 i 1626.
- De fabrica mundi
- Opusculum instructionis sive admonitionis ad Jacobum Sanchae franciscanum
- De divino amore captando
- Commentaria in Abdiam propheta
- De parentum et filiorum amore reciproco
- De auctoritate cardinalis protectoris
- De instructione et educatione religiosorum
- Opusculum quo commedat decretum S. Congregationibus de tollendis omnium regularium coenobiis in quibus necessarius ad conservandam disciplinam religiosorum numerus haberi non potest.
- De cognitione et amore Dei
- De profectu et splendore hominis spiritualis

## Veneració
La seva fama de sant va fer que de seguida la seva tomba fos venerada. El seu cos fou posat en un sarcòfag romà, vora l'altar major, amb la inscripció: Sic orans Domino placuit, sic saecula juvit; conditur hac ingens meritis Pater Angelus urna, Hispanus patria, relligione minor. Obiit R. P. Fr. Angelus del Paz, Perpinianensis, Anno Domini MDXCVI, die XXIII augusti.
Climent VIII ordenà començar la investigació per al procés de canonització, i en 1624, Urbà VIII n'incoà el procés, que fou acabat en 1699, però quedà aturat. El 1863 es reprengué i el decret de Pius IX de 30 de juliol d'aquell any equivalia a la proclamació com a venerable, que fou confirmada el 4 de març de 1890 amb l'aprovació del decret d'heroicitat de les seves virtuts.
Joan Amades, al Costumari català, comenta que la tradició deia que la Mare de Déu baixava cada nit a parlar amb ell, i que el frare, al segle xx, no comptava amb gaire devoció.